# 龍泉瀑布
龍泉瀑布位於台東縣海端鄉廣原村龍泉部落，中央山脈東麓侖天山半山腰的岩壁上，屬秀姑巒溪流域，為萬朝溪支流之瀑布，瀑布分上下兩瀑，上瀑標高約1120公尺至890公尺，落差約230公尺；下瀑標高約670公尺至590公尺，分上下兩層，落差約80公尺。。據龍泉部落古老的傳說認為那是女巨人死後所遺留下來，每逢七、八月雨水豐沛，來自瀑布的洪水在雙腿之間波濤洶湧、四處氾濫。老人家總會說：「該是女巨人尿尿的季節了」。由於龍泉瀑布上游集水區狹小，且當地居民又於瀑布上游截水使用。故瀑布有明顯的枯水期，具時雨瀑性質。瀑布平時水流極小，幾不可見。但逢大雨時，於縱谷平原處即能見到瀑布如白練般垂掛於半山之中。
海端鄉公所曾多次向花東縱谷國家風景區管理處建議，開發龍泉瀑布為風景區，但都被以瀑布有枯水期為由駁回，加上林務局也有意見，致未能開發。池上鄉公所和農會，對開發該瀑布具有高度興趣，有意規劃為農業休閒區，希望能為縱谷增添一處風景名勝。

## 交通資訊
自行開車：沿台9線至池上市區，右轉中西三路接大同路往萬朝方向前行，通過萬朝村落沿龍泉部落聯絡道路直抵龍泉部落。再從龍泉派出所前道路直行，穿過溪床、菜圃，即能抵達瀑布下方河床，汽、機車均能通行，里程約6公里。

## 外部連結
- 在Youtube的龍泉瀑布影像
- 在Panoramio的龍泉瀑布影像